# ۱۰۲۶ (میلادی)
۱۰۲۶ (میلادی) هزار وبیست و ششمین سال تقویم میلادی است.

## درگذشتگان
‎